# Mia Hamm
Mariel Margaret Hamm, detta Mia (Selma, 17 marzo 1972), è una dirigente sportiva ed ex calciatrice statunitense, di ruolo attaccante.
Ritenuta tra le migliori calciatrici della storia, ha vestito per diciassette anni la maglia della nazionale statunitense, ha vinto due FIFA Women's World Player of the Year (2001 e 2002) ed è una delle sole due donne incluse nella FIFA 100, la lista dei migliori 125 calciatori di tutti i tempi stilata da Pelé nel 2004.
La Women's Professional Soccer, che è stata il massimo campionato di calcio femminile statunitense dal 2009 al 2012, ha avuto nel proprio logo la silhouette di Mia Hamm nell'atto di calciare un pallone.
Comproprietaria del Los Angeles F.C., Mia Hamm entrò nel 2014 nel consiglio d'amministrazione dell'Associazione Sportiva Roma, cooptata da James Pallotta all'epoca proprietario del club.

## Biografia
Hamm nasce a Selma, in Alabama, il 17 marzo 1972 dai genitori Bill e Stephanie, Mariel Margaret Hamm, soprannominata Mia, la quarta di sei figli. Nata con una malformazione ai piedi chiamata piede equino-varo-supinato, nell'infanzia è stata costretta a indossare adeguate scarpe correttive. Hamm trascorse la sua infanzia in basi della United States Air Force, l'aeronautica militare statunitense, con genitori e fratelli. Per esigenze di servizio la famiglia dovette trasferirsi più volte risiedendo in diversi luoghi tra cui San Antonio, Texas, e in Italia. Durante il soggiorno a Firenze Hamm si avvicinò per la prima volta al mondo del calcio e ben presto tutta la famiglia si appassionò a questo sport.
Hamm si sposa nel 1995 con Christian Corry, del quale si innamorò al college, un elicotterista di Sikorsky CH-53E Super Stallion del United States Marine Corps, matrimonio che durò sei anni, divorziando nel 2001. In seconde nozze, il 22 novembre 2003 a Goleta, California, sposa Nomar Garciaparra, ex interbase dei Boston Red Sox, in cerimonia privata. Il 27 marzo 2007 Hamm ha dato alla luce due gemelle, Grace Isabella e Ava Caroline. Anche se partorite con cinque settimane di anticipo, entrambe superavano alla nascita oltre 5 lb (2,3 kg). La coppia ha inoltre un terzo figlio, Garrett Anthony, nato nel gennaio 2012.
Il fratello adottivo di Mia, Garrett Hamm, morì il 16 aprile 1997 a causa di complicazioni da anemia aplastica, una rara malattia del sangue. Hamm ebbe quindi l'iniziativa di istituire la Mia Hamm Foundation in parte per sostenere i pazienti e le loro famiglie che beneficiano di trapianti di midollo osseo.
Hamm, nella sua biografia pubblicata a Kids Sports, ha dichiarato che, oltre alla mai sopita passione per il calcio, tra gli hobby che ama sono inclusi la cucina, il golf e guardare le partite di pallacanestro dei college.

## Carriera

### I primi anni

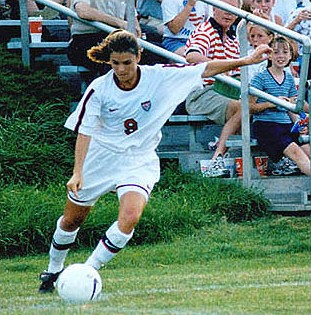
Una giovane Mia Hamm si accinge a battere un calcio d'angolo.

Hamm iniziò a praticare sport già da giovanissima età e all'inizio della sua istruzione cominciò a disputare partite con risultati eccellenti nei confronti delle squadre di ragazzi. In seguito, passata alla scuola superiore, giocò per due anni per la Notre Dame Catholic High School di Wichita Falls (Texas), giocando da attaccante, senza però realizzare reti. Hamm in seguito ha frequentato la Lake Braddock Secondary School di Burke, Virginia, per un anno, contribuendo a far vincere alla squadra di calcio del Lake Braddock il campionato statale nel 1989. Uno dei fratelli di Mia Hamm continuando la propria carriera sportiva le diede la giusta motivazione per fare altrettanto.

### North Carolina Tar Heels, 1989-1993
Hamm si iscrisse all'Università della Carolina del Nord a Chapel Hill, dove contribuì a far conquistare al Tar Heels, la squadra universitaria di calcio femminile, quattro campionati femminili su cinque della National Collegiate Athletic Association (NCAA), con quello del 1991 perso per la preparazione necessaria a disputare con la Nazionale statunitense il Campionato mondiale femminile di calcio 1991 in Cina. Durante il periodo in cui indossò la maglia del Tar Heels la squadra della Carolina del Nord perse solo una delle 95 partite in cui Hamm scese in campo. Grazie ai suoi risultati sportivi conquistò negli ultimi tre anni il titolo di giocatrice dell'anno per la All-American e Atlantic Coast Conference (ACC), riuscendo inoltre a vincere il titolo di atleta femminile dell'anno dell'Atlantic Coast Conference nel 1993 e 1994.
Nel 1993 Hamm fece inoltre parte dell'American National college team, rappresentativa degli Stati Uniti che partecipò alla XVII Universiade arrivando alla finale e perdendola contro la Cina, ottenendo una medaglia d'argento e conquistando il titolo di capocannoniere del torneo con sei gol. Terminato il college era riuscita a stabilire i record per l'ACC per gol realizzati, con 103 centri, per assist, 72, e punti complessivamente totalizzati, 278.

### Club
Per la maggior parte della sua carriera, non esisteva negli Stati Uniti una lega completamente professionale, di conseguenza Mia Hamm giocò solo tre campionati di calcio professionistico. Nel 2001 fu una delle calciatrici che aderirono alla neofondata Women's United Soccer Association (WUSA), la prima lega di calcio femminile professionistico istituita nello Stato nordamericano, giocando per il Washington Freedom.
In occasione della partita inaugurale tra il Freedom e il Bay Area CyberRays, di fronte ai 34 148 tifosi che calcavano gli spalti dell'RFK Stadium di Washington, ad Hamm venne concesso un controverso calcio di rigore che la sua compagna di squadra Pretinha trasformò, diventando il primo gol siglato in quel campionato, consentendo ai padroni di casa di aggiudicarsi l'incontro fissato sull'1-0. Oltre alla presenza degli spettatori presenti, essendo la più importante partita del Major League Soccer (MLS) in quella settimana, la Turner Network Television (TNT), rete televisiva che trasmise l'evento sportivo, riuscì ad essere visto da 393 087 famiglie, più delle due partite MLS in onda con le concorrenti ESPN ed ESPN2.
La WUSA ebbe vita breve, sospendendo ogni attività definitivamente nel settembre 2003, tuttavia Hamm concluse la sua breve carriera di club con il titolo di campionessa, quando il Freedom vinse la Founders Cup nella finale di stagione.
Il 27 ottobre 2014 entra a far parte del consiglio di amministrazione della Roma.

### Nazionale
Hamm venne convocata nella Nazionale statunitense nel 1987, all'età di solo 15 anni, diventando la più giovane atleta a vestire la maglia della Nazionale a stelle e strisce.

#### Mondiali del 1991
Nel 1991, il selezionatore della nazionale Anson Dorrance decide di inserirla in rosa per la partita inaugurale del Mondiale in Cina; a 19 anni Hamm è la più giovane giocatrice della squadra. Durante la prima partita del torneo, i 14 000 spettatori accorsi assistettero al gol risolutivo siglato al 62' da Hamm che fissò il risultato di 3-2 contro la Svezia. Gli Stati Uniti incontrarono il Brasile nella seconda partita della fase a gironi il 19 novembre, match finito con un secco 5-0 per le nordamericane con reti segnate da Carin Jennings, Michelle Akers, Hamm, e doppietta di April Heinrichs. La rappresentativa USA riuscì a chiudere in testa alla classifica del Gruppo B dopo la terza vittoriosa partita giocata contro il Giappone il 21 novembre aggiudicandosi il diritto di accedere alla seconda fase del torneo. Durante il match giocato per i quarti di finale contro Taipei Cinese (Taiwan), gli Stati Uniti riuscirono a superare facilmente le avversarie con un rotondo 7-0. Dopo essere riuscita a battere anche la Germania per 5-2 nella semifinale, le nazionali USA si ritrovarono in finale la Norvegia. Con 63 000 presenze sugli spalti, gli Stati Uniti riuscirono a prevalere sulle avversarie con il risultato di 2-1 aggiudicandosi la loro prima Coppa del mondo.

#### Mondiali del 1995

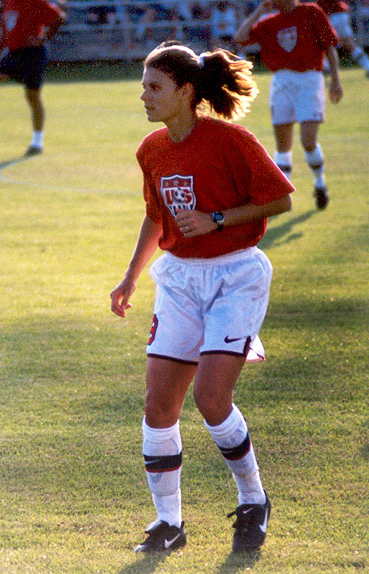
Hamm in un riscaldamento prepartita (1998).

In occasione del Campionato mondiale femminile di calcio 1995 in Svezia, a 23 anni Hamm ebbe la sua seconda convocazione in un Mondiale di calcio femminile, selezionata nella nazionale statunitense allora allenata da Tony DiCicco. Durante il primo incontro del torneo, il 6 giugno, al 51' siglò la terza rete del parziale 3-1 contro la Cina, partita conclusasi con il pareggio sul 3-3. Nella seconda partita in programma gli Stati Uniti incontrarono la Danimarca, match conclusosi per 2-0 per le statunitensi con reti di Kristine Lilly e Tiffeny Milbrett. In quell'occasione Hamm giocò per pochi minuti nel ruolo di portiere a causa del cartellino rosso inflitto dall'arbitro a Briana Scurry che l'allontanò dal terreno di gioco. Con la vittoria per 4-1 sull'Australia nell'ultimo incontro del girone eliminatorio, il 10 giugno, gli Stati Uniti terminarono in prima posizione del Gruppo C accedendo alla fase successiva ed incontrando, superandolo per 4-0, il Giappone nei quarti di finale. L'accesso alle semifinali videro la squadra affrontare, venendo battuta per 1-0, la Nazionale norvegese accedendo alla finale per il terzo posto dove incontrò nuovamente la Cina, questa volta superandola per 2-0, con il secondo gol siglato ha Hamm al 55', e conquistando il terzo posto.

#### Olimpiadi del 1996
Hamm venne convocata per rappresentare gli Stati Uniti d'America nella selezione che partecipò al primo torneo olimpico di calcio femminile durante i Giochi della XXVI Olimpiade. Hamm scese in campo cinque volte, riuscendo a segnare un gol nella prima partita contro la Danimarca, contribuendo a far conquistare agli Stati Uniti la medaglia d'oro nel torneo ed il titolo di Campione olimpico di calcio femminile battendo in finale, davanti a oltre 76 000 spettatori, la Nazionale cinese per 2-1.

#### Mondiali del 1999
Hamm giocò di nuovo per la nazionale statunitense nei mondiali del 1999, disputati in casa, segnandovi due gol e realizzando uno dei rigori che decisero la finale; la gara fu vista da un gran numero di spettatori, 90000, tra i maggiori per lo sport femminile.

#### Olimpiadi del 2004
Hamm aiutò quindi la nazionale a vincere la medaglia d'oro alle Olimpiadi del 2004, venendo scelta dagli altri membri della comitiva olimpica come portabandiera della Stars and Stripes alla cerimonia di chiusura. Dopo le Olimpiadi, Hamm e le compagne di squadra effettuarono un "tour d'addio" degli Stati Uniti, terminato l'8 dicembre 2004 contro la Nazionale messicana all'Home Depot Center. Nella gara, vinta dalle statunitensi per 5–0, Hamm effettuò due passaggi decisivi; fu una delle tre componenti "storiche" della nazionale che annunciarono in quell'occasione il ritiro dalle gare della nazionale, con un bilancio personale di 158 reti segnate.

## Nella cultura di massa
La versione calciatrice della bambola Barbie (1998) fa riferimento a Mia Hamm.